# Norbert Langbrandtner
 Norbert Langbrandtner (* 14. Juli 1970 in Schwarzach im Pongau) ist ein ehemaliger österreichischer Triathlet. Er wird in der Bestenliste Österreicher Triathleten auf der Ironman-Distanz geführt.

## Werdegang
Norbert Langbrandtner war als gelernter Maschinenschlosser und Technischer Zeichner seit 1996 als Triathlon-Profi aktiv. Er ist österreichischer Rekordhalter beim Ironman auf Hawaii und dreifacher Staatsmeister auf der Langdistanz (3,86 km Schwimmen, 180,2 km Radfahren und 42,195 km Laufen) im Triathlon (2002, 2005, 2007).
Im Sommer 2010 beendete er seine Profi-Karriere und war in der Folge als Fitnesstrainer aktiv.
Norbert Langbrandtner war zudem als Markenbotschafter für Triathleten im Team Erdinger Alkoholfrei aktiv – zusammen mit Nicole Leder, Wenke Kujala, Meike Krebs und Lothar Leder.
Er lebt mit seiner Frau Isolde Langbrandtner, einer ebenso früheren Profi-Triathletin in Saalfelden.

## Sportliche Erfolge
| Datum/Jahr    | Rang | Wettbewerb                       | Austragungsort | Zeit     | Bemerkung                                                                                           |
| ------------- | ---- | -------------------------------- | -------------- | -------- | --------------------------------------------------------------------------------------------------- |
| 10. Juni 2010 | 9    | Erdinger Stadttriathlon          | Erding         | 02:03:00 | 1,5 km Schwimmen, 44 km Radfahren und 10 km Laufen                                                  |
| 30. Mai 2010  | 15   | Ironman 70.3 Austria             | St. Pölten     | 04:08:52 | |
| 8. Aug. 2009  | 3    | Waldviertler Eisenmann Triathlon | Litschau       | 04:19:45 | 2,3 km Schwimmen, 84 km Radfahren und 21 km Laufen                                                  |
| 30. Juni 2009 | 3    | Salzburgerland Triathlon         | Kuchl          | 01:51:45 | [ 5 ]                                                                                               |
| 1. Aug. 2009  | 1    | Krems Triathlon                  | Krems          | 01:56:46 | |
| 24. Mai 2009  | 14   | Ironman 70.3 Austria             | St. Pölten     | 04:01:46 | |
| 23. Aug. 2008 | 2    | Mondsee-Triathlon                | Mondsee        | 01:54:32 | Zweiter hinter dem Deutschen Andreas Raelert (1,5 km Schwimmen, 38 km Radfahren und 9,85 km Laufen) |
| 2. Juni 2007  | 9    | Ironman 70.3 Austria             | St. Pölten     | 04:05:17 | [ 7 ]                                                                                               |
| 18. März 2006 | 19   | Ironman 70.3 California          | Oceanside      | 04:20:16 | |
| 2005          | 2    | UPC Klagenfurt Triathlon         | Klagenfurt     | 01:56:32 | bei der 4. Austragung                                                                               |
| 1999          | 14   | Alpen-Triathlon                  | Schliersee     | 02:06:37 | |

| Datum/Jahr    | Rang | Wettbewerb                                     | Austragungsort | Zeit     | Bemerkung |
| ------------- | ---- | ---------------------------------------------- | -------------- | -------- | --- |
| 10. Okt. 2009 |      | Ironman Hawaii                                 | Hawaii         | 09:46:30 | letzter Start als Profi |
| 5. Juli 2009  | 7    | Ironman Austria                                | Klagenfurt     | 08:29:37 | |
| 8. Juli 2007  | 1    | ÖTRV Triathlon-Staatsmeisterschaft Langdistanz | Klagenfurt     | 08:19:58 | Mit seiner persönlichen Bestzeit erreichte Norbert Langbrandtner beim Ironman Austria als Zweiter hinter dem Vorjahressieger Marino Vanhoenacker das Ziel und wurde zum dritten Mal Österreichischer Staatsmeister. |
| 16. Juli 2006 | 4    | Ironman Austria                                | Klagenfurt     | 08:21:05 | |
| Okt. 2005     | 19   | Ironman Hawaii                                 | Hawaii         | 08:42:42 | Ironman World Championship |
| 5. Juli 2005  | 1    | ÖTRV Triathlon-Staatsmeisterschaft Langdistanz | Klagenfurt     | 08:24:13 | Österreichischer Staatsmeister als Zweiter beim Ironman Austria |
| 8. Nov. 2003  | 4    | Ironman Florida                                | Panama City    | 08:39:34 | Dieser Ironman war das erste Rennen in der Weltserie, das bereits im November 2003 Qualifikationsplätze für den Ironman Hawaii 2004 vergab.                                                                         |
| 6. Juli 2003  | 9    | Ironman Austria                                | Klagenfurt     | 08:29:35 | |
| 7. Juli 2002  | 1    | ÖTRV Triathlon-Staatsmeisterschaft Langdistanz | Klagenfurt     | 08:24:03 | Norbert Langbrandtner wurde Österreichischer Staatsmeister und er schaffte als erster Österreicher (zusammen mit Kate Allen bei den Damen) den Sprung auf das Ironman-Podest als Zweiter beim Ironman Austria       |
| 1. Juli 2001  | 11   | Ironman Austria                                | Klagenfurt     | 08:41:26 | |

(DNF – Did Not Finish)